# Ambelókipi (Thessalonique)
Ambelókipi, un quartier de la ville d'Athènes

Ambelókipi, en grec moderne : Αμπελόκηποι, est un quartier de l'aire urbaine de Thessalonique en Grèce. Il s'étend sur 1 803 km2 et, selon le recensement de 2011, la population d'Ambelókipi compte 37 381 habitants. Jusqu'en 2011, Ambelókipi formait une municipalité de l'aire urbaine de Thessalonique et était entouré par les municipalités : Thessalonique, Meneméni, Évosmos, Stavroúpoli et Neápoli. En 2011, elle est unie au dème de Meneméni, créant ainsi le dème d’Ambelókipi-Meneméni, grâce au programme Kallikratis.
Au nord-est d'Ambelókipi se situe le cimetière militaire de Zeitenlik, qui contient les dépouilles de soldats serbes, français, anglais, italiens, russes, ainsi que des prisonniers de guerre bulgares, tombés durant l'Expédition de Salonique lors de la Première Guerre mondiale.